# Камень (Слупецький повіт)
Камень (пол. Kamień) — село в Польщі, у гміні Слупца Слупецького повіту Великопольського воєводства.
Населення — 330 осіб (2011).
У 1975-1998 роках село належало до Конінського воєводства.

## Демографія
Демографічна структура станом на 31 березня 2011 року:
|          | Загалом | Допрацездатний вік | Працездатний вік | Постпрацездатний вік |
| -------- | ------- | ------------------ | ---------------- | -------------------- |
| Чоловіки | 165     | 40                 | 110              | 15                   |
| Жінки    | 165     | 33                 | 101              | 31                   |
| Разом    | 330     | 73                 | 211              | 46                   |